# Пепень
Пепень (рум. Pepeni) — село у Синжерейському районі Молдови. Адміністративний центр однойменної комуни, до складу якої також входять села Пепеній-Ной, Резелей та Романовка.

## Населення
За даними перепису населення 2004 року у селі проживали 4415 осіб.
Національний склад населення села:
| Національність       | Кількість осіб | Відсоток   |
| -------------------- | -------------- | ---------- |
| молдавани румуни     | 4305 84        | 97,5% 1,9% |
| українці             | 17             | 0,4%       |
| росіяни              | 4              | 0,1%       |
| гагаузи              | 1              | < 0,1%     |
| болгари              | 1              | < 0,1%     |
| інша / без відповіді | 3              | 0,1%       |
| Всього               | 4415           | 100%       |

## Видатні уродженці
- Ніколає Гліб — молдовський виконавець народної музики.